# Liste de films tournés à Almería
La province d'Almería a été fréquemment utilisée pour le tournage de films, en particulier dans les parcs naturels du désert de Tabernas et de Cabo de Gata.

## Années 1940

### 1943
- 1943 : La Alcazaba de Almería (documentaire) de Vicente Zaragoza

## Années 1950

### 1952
- 1952 : La llamada de África (ca) de César Fernández Ardavín avec Irma Torres, Ángel Picazo, Tomás Blanco, Gérard Tichy, Mayrata O'Wisiedo

### 1953
- 1953 :

### 1954
- 1954 : Le Baiser de Judas (El beso de Judas) de Rafael Gil avec Rafael Rivelles, Francisco Rabal, Gérard Tichy, Fernando Sancho, José Nieto
- 1954 : Cursed Mountain de Antonio del Amo avec Rubén Rojo, Lina Rosales, José Guardiola (es), José Sepulveda, Manuel Zarzo

### 1955
- 1955 : Sierra maldita d'Antonio Del Amo avec Rubén Rojo, Lina Rosales, José Guardiola (es)
- 1955 : Nicht mehr fliehen d'Herbert Vesely avec Judith Folda, Xenia Hagmann, Héctor Mayro

### 1956
- 1956 :

### 1957
- 1957 : Residencias y Ambulatorios del Seguro de Enfermedad (documentaire) de Christian Anwander avec Matías Prats
- 1957 : Œil pour œil d'André Cayatte[1] avec Curd Jürgens, Paul Frankeur, Folco Lulli, Lea Padovani, Héléna Manson, Pascale Audret

### 1958
- 1958 : Les Bijoutiers du clair de lune de Roger Vadim avec Brigitte Bardot, Alida Valli, Stephen Boyd, Fernando Rey
- 1958 : The Night Heaven Fell de Roger Vadim avec Brigitte Bardot, Alida Valli, Stephen Boyd, José Nieto, Fernando Rey

### 1959
- 1959 : Soledad (Soledad, i flogeri tsigana) de Mario Craveri et Enrico Gras avec Pilar Cansino, Fernando Fernán Gómez, Germán Cobos
- 1959 : Duelo en la cañada de Manuel Mur Oti avec María Esquivel, Javier Armet, Mara Cruz, Leo Anchóriz
- 1959 : Les Mutins du Yorik (Das Totenschiff) de Georg Tressler avec Horst Buchholz, Mario Adorf, Elke Sommer
- 1959 : The Death Ship de Georg Tressler avec Horst Buchholz, Mario Adorf, Elke Sommer
- 1959 : North West Frontier de J. Lee Thompson avec Kenneth More, Lauren Bacall, Herbert Lom

## Années 1960

### 1960
- 1960 :

### 1961
- 1961 : Nuestros aprendices (documentaire)
- 1961 : Un taxi pour Tobrouk de Denys de La Patellière[2] avec Hardy Krüger, Lino Ventura, Maurice Biraud, Charles Aznavour
- 1961 : Goliath contre les géants (Goliath contro i giganti) de Guido Malatesta avec Brad Harris, Gloria Milland, Fernando Rey, Fernando Sancho
- 1961 : Le Cid (El Cid) d'Anthony Mann avec Charlton Heston, Sophia Loren, Raf Vallone, Geneviève Page, Gary Raymond
- 1961 : Le Roi des rois (King of Kings) de Nicholas Ray avec Jeffrey Hunter, Siobhan McKenna, Hurd Hatfield
- 1961 : La Chevauchée des Outlaws (Tierra brutal) de Michael Carreras avec Richard Basehart, Paquita Rico, Don Taylor, Alex Nicol, Fernando Rey

### 1962
- 1962 : La Chevauchée des Outlaws (Tierra brutal) de Michael Carreras avec Richard Basehart, Paquita Rico, Don Taylor
- 1962 : Tierra de Fuego (documentaire) de José Luis Font
- 1962 : Lawrence d'Arabie (Lawrence of Arabia) de David Lean[3] avec Peter O'Toole, Alec Guinness, Anthony Quinn, Omar Sharif, José Ferrer, Claude Rains, Arthur Kennedy
- 1962 : Deux contre tous (Due contro tutti) d'Alberto de Martino et Antonoi Momplet avec Walter Chiari, Licia Calderón, María Silva
- 1962 : Héros sans retour (Marcia o crepa) de Frank Wisbar avec Stewart Granger, Dorian Gray, Carlos Casaravilla

### 1963
- 1963 : Duel au Texas (Duello nel Texas) de Ricardo Blasco avec Richard Harrison, Giacomo Rossi-Stuart, Mikaela, Aldo Sambrell
- 1963 : Los Conquistadores del Pacifico de José Maria Elorrieta avec Frank Latimore, Pilar Cansino, Jesús Puente
- 1963 : Cléopâtre (Cleopatra) de Joseph L. Mankiewicz, Rouben Mamoulian, Darryl F. Zanuck avec Elizabeth Taylor, Richard Burton, Rex Harrison, Hume Cronyn, Martin Landau, Roddy McDowall

### 1964
- 1964 : Saül et David de Marcello Baldi avec Norman Wooland, Gianni Garko, Elisa Cegani, Antonio Mayans
- 1964 : Échappement libre de Jean Becker avec Jean-Paul Belmondo, Jean Seberg, Enrico Maria Salerno, Jean-Pierre Marielle, Fernando Rey, Gert Fröbe
- 1964 : Mon colt fait la loi (Le pistole non discutono) tourné à Lucainena de las Torres de Mario Caiano avec Rod Cameron, Horst Frank, Ángel Aranda
- 1964 : Le Justicier du Minnesota (Minnesota Clay) de Sergio Corbucci avec Cameron Mitchell, Fernando Sancho, Alberto Cevenini (it), Georges Rivière, Ethel Rojo, Gino Pernice
- 1964 : Duel à Rio Bravo (Desafio en Rio Bravo) de Tulio Demicheli avec Guy Madison, Fernando Sancho, Madeleine Lebeau
- 1964 : Billy le Kid (Fuera de la ley) de Leon Klimovsky avec George Martin, Jack Taylor, Juny Brunell, Tomás Blanco, Alberto Dalbes, Luis Induni
- 1964 : Totò d'Arabia de José Antonio de la Loma avec Totò, Nieves Navarro, George Rigaud
- 1964 : Pour une poignée de dollars (Per un pugno di dollari) de Sergio Leone[2] avec Clint Eastwood, Gian Maria Volonté, Marianne Koch, Mario Brega, Aldo Sambrell, Harry Dean Stanton
- 1964 : Les Trois Implacables (El Sabor de la venganza) de Joaquin Luis Romero Marchent avec Richard Harrison, Claudio Undari, Gloria Milland
- 1964 : Sept du Texas (Antes llega la muerte) de Joaquin Luis Romero Marchent avec Paul Piaget, Claudio Undari, Fernando Sancho
- 1964 : Cent mille dollars au soleil d'Henri Verneuil avec Jean-Paul Belmondo, Lino Ventura, Bernard Blier, Reginald Kernan, Gert Fröbe

### 1965
- 1965 : Cinq Mille Dollars sur l'as (Los pistoleros de Arizona) d'Alfonso Balcazar avec Robert Woods, Fernando Sancho, Helmut Schmid
- 1965 : Les Grands Chefs (I grandi condottieri) de Marcello Baldi et Francisco Pérez-Dolz avec Ivo Garrani, Fernando Rey, Maruchi Fresno
- 1965 : Doubles masques et agents doubles (Masquerade) de Basil Dearden avec Cliff Robertson, Jack Hawkins, Marisa Mell, Michel Piccoli, Charles Gray
- 1965 : Aujourd'hui, demain et après-demain (Oggi, domani, dopodomani) d'Eduardo De Filippo, Marco Ferreri et Luciano Salce avec Marcello Mastroianni, Catherine Spaak, Virna Lisi
- 1965 : Mission dangereuse au Kurdistan (Durchs wilde Kurdistan) de Franz Josef Gottlieb[3] avec Lex Barker, Marie Versini, Ralf Wolter
- 1965 : Au royaume des lions d'argent (Im Reiche des silbernen Löwen) de Franz Josef Gottlieb[3] avec Lex Barker, Marie Versini, Ralf Wolter
- 1965 : Train d'enfer de Gilles Grangier avec Jean Marais, Marisa Mell, Gérard Tichy, Léon Zitrone
- 1965 : Un mercenaire reste à tuer (All'ombra di una colt) de Giovanni Grimaldi avec Stephen Forsyth, Conrado San Martín, Anna-Maria Polani, Aldo Sambrell
- 1965 : Et pour quelques dollars de plus (Per qualche dollaro in più) de Sergio Leone[1] avec Clint Eastwood, Lee Van Cleef, Gian Maria Volonté, Mario Brega, Luigi Pistilli, Aldo Sambrell, Klaus Kinski
- 1965 : Duel dans le désert (La magnifica sfida) de Miguel Lluch avec Kirk Morris, Dina Loy, Aldo Sambrell
- 1965 : La Colline des hommes perdus (The Hill) de Sidney Lumet avec Sean Connery, Harry Andrews, Ian Bannen, Ossie Davis
- 1965 : Cent mille dollars pour Lassiter (100.000 dollari per Lassiter) de Joaquin Luis Romero Marchent avec Claudio Undari, Pamela Tudor, José Bódalo, Luigi Pistilli
- 1965 : 003 Agent secret (Agente S03 operazione Atlantide) de Domenico Paolella avec John Ericson, Bernardina Sarrocco, Cristina Gaioni
- 1965 : Les Frères Dynamite (Johnny West il mancino) de Gianfranco Parolini avec Mimmo Palmara, Adriano Micantoni, Roger Delaporte
- 1965 : Le Chemin de l'or (Finger on the Trigger) de Sidney W. Pink avec Rory Calhoun, Aldo Sambrell, James Philbrook
- 1965 : Le Dernier des Mohicans (Der letzte Mohikaner) d'Harald Reinl[2] avec Anthony Steffen, Joachim Fuchsberger, Karin Dor, Daniel Martín
- 1965 : L'Enfer du Manitoba (Die Hölle von Manitoba) de Sheldon Reynolds avec Lex Barker, Pierre Brice, Gérard Tichy, Aldo Sambrell
- 1965 : L'Arme à gauche de Claude Sautet avec Lino Ventura, Sylva Koscina, Alberto de Mendoza, Leo Gordon
- 1965 : Adiós gringo de Giorgio Stegani avec Giuliano Gemma, Ida Galli, Nello Pazzafini
- 1965 : Un pistolet pour Ringo (Una pistola per Ringo) de Duccio Tessari avec Giuliano Gemma, Fernando Sancho, Lorella De Luca
- 1965 : Le Retour de Ringo (Il ritorno di Ringo) de Duccio Tessari avec Giuliano Gemma, Fernando Sancho, Lorella De Luca
- 1965 : Quatre Hommes à abattre (I quattro inesorabili) de Primo Zeglio avec Adam West, Claudio Undari, Dina Loy
- 1965 : Un cercueil pour le shérif (Una Bara per lo sceriffo) de Mario Caiano avec Anthony Steffen, Eduardo Fajardo, Fulvia Franco
- 1965 : Totò d'Arabia de José Antonio de la Loma avec Totò, Nieves Navarro, George Rigaud, Fernando Sancho, Mario Castellani, Luigi Pavese
- 1965 : Aujourd'hui, demain et après-demain de Marco Ferreri, Luciano Salce & Eduardo De Filippo avec Marcello Mastroianni, Catherine Spaak, Virna Lisi, Luciano Salce

### 1966

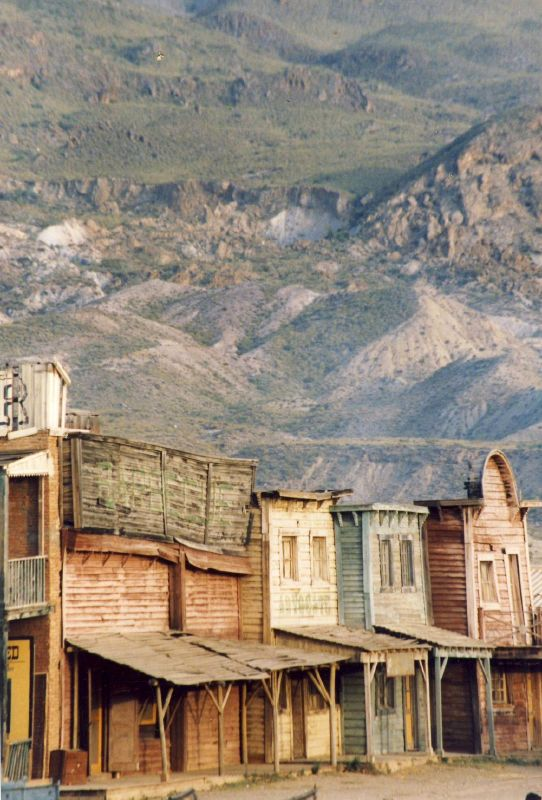
Décor du film Le Bon, la Brute et le Truand tourné près d'Alméria en 1966

- 1966 : Pour mille dollars par jour (Per mille dollari al giorno) de Silvio Amadio avec Zachary Hatcher, Mimmo Palmara, Rubén Rojo
- 1966 : Texas Adios (Texas addio) de Ferdinando Baldi avec Franco Nero, Alberto Dell'Acqua, Elisa Montés, Luigi Pistilli, Gino Pernice
- 1966 : La Vengeance de Ringo (Ringo, il volto della vendetta) de Mario Caiano avec Anthony Steffen, Frank Wolff, Eduardo Fajardo
- 1966 : Les Colts de la violence (1000 dollari sul nero) d'Alberto Cardone avec Anthony Steffen, Gianni Garko, Erika Blanc, Carlo D'Angelo, Sieghardt Rupp
- 1966 : Le Sables d'or (رمال من ذهب, Rimal min Thahab) de Youssef Chahine avec Paul Barge, Faten Hamama, Rubén Rojo, Elena María Tejeiro
- 1966 : Navajo Joe de Sergio Corbucci[3] avec Burt Reynolds, Aldo Sambrell, Nicoletta Machiavelli, Fernando Rey
- 1966 : El Chuncho (Quien sabe?) de Damiano Damiani avec Gian Maria Volonté, Klaus Kinski, Martine Beswick, Lou Castel, Aldo Sambrell
- 1966 : Django tire le premier (Django spara per primo) d'Alberto De Martino with Glenn Saxson, Fernando Sancho, Ida Galli
- 1966 : L'Homme de Marrakech de Jacques Deray avec Claudine Auger, Renato Baldini, Roberto Camardiel, George Hamilton
- 1966 : Sept Écossais du Texas (7 pistole per i MacGregor) de Franco Giraldi avec Robert Woods, Fernando Sancho, Agata Flori
- 1966 : Sugar Colt (Kavallerie in Not) de Franco Giraldi avec Jack Betts, Soledad Miranda, Giuliano Raffaelli
- 1966 : Commando du désert (The Rat Patrol) série télévisée de Tom Gries, Lee H. Katzin et John Peyser avec Christopher George
- 1966 : Johnny Yuma (10 000 dollar för Johnny Yuma) de Romolo Guerrieri avec Mark Damon, Lawrence Dobkin, Rosalba Neri
- 1966 : Quelques dollars pour Django (Pochi dollari per Django) de Leon Klimovsky avec Anthony Steffen
- 1966 : La Femme du désert (Gli Amori di Angelica) de Luigi Latini De Marchi avec Claudie Lange, Joaquín Blanco, Aldo Berti
- 1966 : Le Bon, la Brute et le Truand (Il buono, il brutto, il cattivo) de Sergio Leone[1],[2] avec Clint Eastwood, Eli Wallach, Lee Van Cleef, Luigi Pistilli
- 1966 : Arizona Colt (Man from Nowhere) de Michele Lupo avec Giuliano Gemma, Fernando Sancho, Corinne Marchand
- 1966 : Pas de pitié pour Ringo (Dos pistolas gemelas) de Rafael Romero Marchent avec Pilar Bayona, Emilia Bayona, Sean Flynn
- 1966 : Cent mille dollars pour Lassiter (La muerte cumple condena) de Joaquín Luis Romero Marchent avec Robert Hundar, Pamela Tudor, José Bódalo, Jesús Puente, Roberto Camardiel
- 1966 : Les Tueurs de l'Ouest (El precio de un hombre) d'Eugenio Martin[3]  avec Tomás Milián, Richard Wyler, Mario Brega
- 1966 : Costa Blanca (documentaire) de Ramón Masats avec Víctor Agramunt, Maribel Ramos, Simón Ramírez
- 1966 : Les Centurions (Lost Command) de Mark Robson avec Anthony Quinn, Alain Delon, George Segal, Michèle Morgan, Claudia Cardinale, Maurice Ronet, Jean Servais
- 1966 : Colorado (La resa dei conti) de Sergio Sollima avec Lee Van Cleef, Tomás Milián, Luisa Rivelli
- 1966 : Lanky, l'homme à la carabine (Per il gusto di uccidere) de Tonino Valerii avec Craig Hill, George Martin, Piero Lulli, Sancho Gracia
- 1966 : Le Triomphe des sept desperadas (Las siete magníficas) de Rudolf Zehetgruber et Sidney W. Pink avec Anne Baxter, Maria Perschy, Gustavo Rojo

### 1967
- 1967 : L'Homme, l'Orgueil et la Vengeance (L'uomo, l'orgoglio, la vendetta) de Luigi Bazzoni avec Franco Nero, Tina Aumont, Klaus Kinski, Guido Lollobrigida
- 1967 : L'homme qui a tué Billy le Kid (El Hombre que mató a Billy el Niño) de Julio Buchs avec Peter Lee Lawrence, Fausto Tozzi, Dyanik Zurakowska, Antonio Pica
- 1967 : Le Magnifique Texan (Il magnifico texano) de Luigi Capuano avec Glenn Saxson, Massimo Serato, Barbara Loy
- 1967 : Je vais, je tire et je reviens (Vado... l'ammazzo e torno) d'Enzo G. Castellari avec Edd Byrnes, George Hilton, Gilbert Roland
- 1967 : Quand les vautours attaquent (Il tempo degli avvoltoi) de Nando Cicero avec George Hilton, Frank Wolff, Pamela Tudor, Gianluigi Crescenzi
- 1967 : Professionnels pour un massacre (Professionisti per un massacro) de Nando Cicero avec George Hilton, Edd Byrnes, George Martin
- 1967 : Dieu pardonne... moi pas ! (Dio perdona... lo no!) de Giuseppe Colizzi avec Terence Hill, Bud Spencer, Frank Wolff
- 1967 : Les Cruels (I crudeli) de Sergio Corbucci avec Joseph Cotten, Norma Bengell, Al Mulock, Aldo Sambrell, Gino Pernice
- 1967 : Johnny le bâtard (John il bastardo) d'Armando Crispino avec John Richardson, Claudio Camaso, Martine Beswick, Gordon Mitchell
- 1967 : Un homme, un colt (Un hombre y un Colt) de Tulio Demicheli avec Claudio Undari, Fernando Sancho, Mirko Ellis, Antonio Mayans
- 1967 : Le Jour de la haine (Per 100.000 dollari ti ammazzo) de Giovanni Fago avec Gianni Garko, Claudio Camaso, Fernando Sancho
- 1967 : Wanted de Giorgio Ferroni avec Giuliano Gemma, Germán Cobos, Teresa Gimpera
- 1967 : Le Temps des vautours (10.000 dollari per un massacro) de Romolo Guerrieri avec Gianni Garko, Fidel Gonzáles, Loredana Nusciak, Fernando Sancho
- 1967 : Tobrouk, commando pour l'enfer (Tobruk) d'Arthur Hiller avec Rock Hudson, George Peppard, Nigel Green
- 1967 : Comment j'ai gagné la guerre (How I Won The War) de Richard Lester avec Michael Crawford, John Lennon, Roy Kinnear, Jack MacGowran, Michael Hordern, Lee Montague, Karl Michael Vogler, Charles Dyer
- 1967 : Trois salopards, une poignée d'or (La più grande rapina del West) de Maurizio Lucidi avec George Hilton, Walter Barnes, Jack Betts, Mario Brega
- 1967 : Quinze Potences pour un salopard (15 forche per un assassino) de Nunzio Malasomma avec Craig Hill, George Martin, Susy Andersen, Aldo Sambrell
- 1967 : Joe l'implacable (Joe l'implacabile) d'Antonio Margheriti avec Rik Van Nutter, Halina Zalewska, Mercedes Castro
- 1967 : Haine pour haine (Odio per odio) de Domenico Paolella avec Antonio Sabato, John Ireland, Piero Vida
- 1967 : La mort était au rendez-vous (Da uomo a uomo) de Giulio Petroni avec Lee Van Cleef, John Phillip Law, Mario Brega, Luigi Pistilli, Anthony Dawson
- 1967 : Le Canard en fer blanc de Jacques Poitrenaud avec Roger Hanin, Corinne Marchand, Lila Kedrova, Francis Blanche
- 1967 : Les Têtes brûlées de Willy Rozier avec Lang Jeffries, Philippe Clay, Jacques Dufilho
- 1967 : Les Aventures extraordinaires de Cervantes de Vincent Sherman avec Horst Buchholz, Gina Lollobrigida, José Ferrer, Louis Jourdan, Fernando Rey
- 1967 : Custer, l'homme de l'ouest (Custer of the West) de Robert Siodmak avec Robert Shaw, Mary Ure, Ty Hardin, Lawrence Tierney
- 1967 : Le Dernier Face à face (Faccia a faccia) de Sergio Sollima avec Tomás Milián, Gian Maria Volonté, William Berger, Carole André, Aldo Sambrell, Linda Veras
- 1967 : Le Dernier Jour de la colère (I giorni dell'ira) de Tonino Valerii avec Lee Van Cleef, Giuliano Gemma, Walter Rilla
- 1967 : Les Longs Jours de la vengeance (I lunghi giorni della vendetta) de Florestano Vancini avec Giuliano Gemma, Francisco Rabal, Gabriella Giorgelli

### 1968
- 1968 : Commando du désert (The Rat Patrol, série télévisée 1966–1968) avec Christopher George
- 1968 : Mes ennemis, je m'en garde ! (Dai nemici mi guardo io !) de Mario Amendola avec Charles Southwood, Julián Mateos, Alida Chelli
- 1968 : L'Évadé de Yuma (Vivo per la tua morte) de Camillo Bazzoni avec Steve Reeves, Wayde Preston, Guido Lollobrigida, Aldo Sambrell
- 1968 : Clayton l'implacable (Lo voglio morto) de Paolo Bianchini[2] avec Craig Hill, Lea Massari, José Manuel Martín
- 1968 : Son nom crie vengeance (Il suo nome gridava vendetta) de Mario Caiano avec Anthony Steffen, William Berger, Ida Galli, Claudio Undari
- 1968 : Un train pour Durango (Un treno per Durango) de Mario Caiano avec Anthony Steffen, Mark Damon, Enrico Maria Salerno, Dominique Boschero, Aldo Sambrell
- 1968 : Chacun pour soi (Ognuno per sé) de Giorgio Capitani avec Van Heflin, Gilbert Roland, Klaus Kinski
- 1968 : Les Sept Enragés du Texas (L'ira di Dio) d'Alberto Cardone avec Brett Halsey, Dana Ghia, Howard Ross
- 1968 : Le Moment de tuer (Il momento di uccidere) de Giuliano Carnimeo avec George Hilton, Walter Barnes, Horst Frank, Loni von Friedl, Rudolf Schündler
- 1968 : Django porte sa croix (Quella sporca storia nel West) d'Enzo G. Castellari avec Andrea Giordana, Gilbert Roland, Françoise Prévost, Horst Frank
- 1968 : Tuez-les tous... et revenez seul ! (Ammazzali tutti e torna solo) d'Enzo G. Castellari avec Chuck Connors, Frank Wolff, Franco Citti
- 1968 : Aujourd'hui ma peau, demain la tienne (I tre che sconvolsero il West) d'Enzo G. Castellari avec Antonio Sabato, John Saxon, Frank Wolff
- 1968 : Du sable et des diamants (A Twist of Sand) de Don Chaffey avec Richard Johnson, Honor Blackman, Jeremy Kemp, Peter Vaughan
- 1968 : Tire, Django, tire (Spara, Gringo, spara) de Bruno Corbucci avec Brian Kelly, Keenan Wynn, Erika Blanc, Folco Lulli
- 1968 : El mercenario de Sergio Corbucci avec Franco Nero, Jack Palance, Tony Musante, Giovanna Ralli
- 1968 : Les Quatre de l'Ave Maria (I quattro dell'Ave Maria) de Giuseppe Colizzi avec Eli Wallach, Terence Hill, Bud Spencer, Brock Peters, Kevin McCarthy
- 1968 : L'Enfer de la guerre (Commandos) d'Armando Crispino avec Lee Van Cleef, Jack Kelly, Giampiero Albertini, Marino Masè, Joachim Fuchsberger, Götz George, Marilù Tolo
- 1968 : Enfants de salauds (Play Dirty) d'André de Toth avec Michael Caine, Nigel Davenport, Nigel Green, Harry Andrews
- 1968 : Shalako (Edward Dmytryk's Shalako) d'Edward Dmytryk[2] avec Sean Connery, Brigitte Bardot, Stephen Boyd, Jack Hawkins, Honor Blackman, Peter Van Eyck
- 1968 : Los machos (Uno di più all'inferno) de Giovanni Fago avec George Hilton
- 1968 : Une minute pour prier, une seconde pour mourir (Un minuto per pregare, un istante per morire) de Franco Giraldi avec Alex Cord, Arthur Kennedy, Robert Ryan, Renato Romano, Mario Brega
- 1968 : Sous le signe de Monte-Cristo d'André Hunebelle avec Paul Barge, Claude Jade, Anny Duperey, Pierre Brasseur
- 1968 : Les Hommes de Las Vegas (Las Vegas, 500 millones) d'Antonio Isasi Isasmendi avec  Gary Lockwood, Elke Sommer, Lee J. Cobb, Jack Palance, Roger Hanin
- 1968 : Pancho Villa (Villa Rides) de Buzz Kulik avec Yul Brynner, Robert Mitchum, Maria Grazia Buccella, Charles Bronson, Herbert Lom, Fernando Rey
- 1968 : Sentence de mort (Sentenza di morte) de Mario Lanfranchi avec Richard Conte, Enrico Maria Salerno, Adolfo Celi, Tomás Milián
- 1968 : Il était une fois dans l'Ouest (C'era una volta il West) de Sergio Leone[1],[2] avec Henry Fonda, Charles Bronson, Claudia Cardinale, Jason Robards, Gabriele Ferzetti, Jack Elam, Keenan Wynn
- 1968 : Un día después de agosto de Germán Lorente avec Brett Halsey, Ilia Sushan, Cristina Galbó, Ana Torrent
- 1968 : Pas de pardon, je tue (Fedra West) de Joaquín Luis Romero Marchent avec James Philbrook, Norma Bengell, Simón Andreu
- 1968 : Les Pistoleros du Nevada (¿Quién grita venganza?) de Rafael Romero Marchent avec Anthony Steffen, Mark Damon, María Martín, Carlos Romero Marchent
- 1968 : Un par un... sans pitié (Uno a uno sin piedad) de Rafael Romero Marchent avec  Peter Lee Lawrence, Guglielmo Spoletini, Dyanik Zurakowska
- 1968 : Avec Django, la mort est là (Joko invoca Dio... e muori) d'Antonio Margheriti avec Richard Harrison, Claudio Camaso, Špela Rozin, Werner Pochath)
- 1968 : Requiem pour Gringo (Réquiem para el gringo) de José Luis Merino et Eugenio Martin avec Lang Jeffries, Fernando Sancho, Femi Benussi, Aldo Sambrell, Marisa Paredes
- 1968 : Demande pardon à Dieu, pas à moi... (Chiedi perdono a Dio... non a me) de Vincenzo Musolino avec George Ardisson, Dragomir Bojanić, Peter Martell
- 1968 : Adios Caballero (Uno dopo l'altro) de Nick Nostro avec Richard Harrison, Pamela Tudor, Paolo Gozlino
- 1968 : La Déesse des sables (The Vengeance of She) de Cliff Owen avec John Richardson, Olga Schoberová, Edward Judd
- 1968 : Duffy, le renard de Tanger (Duffy) de Robert Parrish avec James Coburn, James Mason, James Fox, Susannah York
- 1968 : Ciel de plomb (...e per tetto un cielo di stelle) de Giulio Petroni avec Giuliano Gemma, Mario Adorf, Magda Konopka, Anthony Dawson
- 1968 : A Talent For Loving de Richard Quine avec Richard Widmark, Topol, Geneviève Page, Cesar Romero, Caroline Munro
- 1968 : Stress es tres, tres de Carlos Saura avec Geraldine Chaplin, Juan Luis Galiardo, Fernando Cebrián
- 1968 : Saludos hombre (Corri uomo corri) de Sergio Sollima avec Tomás Milián, Donald O'Brien, John Ireland, Linda Veras
- 1968 : Pas de pitié pour les salopards (Al di là della legge) de Giorgio Stegani avec Lee Van Cleef, Antonio Sabato, Lionel Stander, Gordon Mitchell, Bud Spencer
- 1968 : Le Bâtard (I bastardi) de Duccio Tessari avec Rita Hayworth, Giuliano Gemma, Klaus Kinski, Margaret Lee, Claudine Auger, Dan van Husen, Antonio Mayans

### 1969
- 1969 : Le Dernier des salauds (Il pistolero dell'Ave Marias) de Ferdinando Baldi avec Leonard Mann, Luciana Paluzzi, Pietro Martellanza
- 1969 : Les Quatre Desperados (Los desperados), tourné à Lucainena de las Torres de Julio Buchs avec Ernest Borgnine, George Hilton, Annabella Incontrera, Alberto de Mendoza, Leo Anchóriz, Gustavo Rojo, Manuel de Blas, Manuel Miranda, José Manuel Martín, Antonio Pica
- 1969 : Vingt Mille Dollars sur le sept (20.000 dollari sul 7) d'Alberto Cardone avec Brett Halsey, Germano Longo, Aurora Bautista
- 1969 : Les Pistoleros de l'Ouest (La morte sull'alta collina) de Fernando Cerchio et Alfredo Medori avec Peter Lee Lawrence, Luis Dávila, Tano Cimarosa, Agnès Spaak, Antonio Gradoli
- 1969 : Deux fois traître (Due volte Giuda) de Nando Cicero avec Antonio Sabato, Klaus Kinski, Cristina Galbo, José Calvo, Emma Baron
- 1969 : La Colline des bottes (La collina degli stivali) de Giuseppe Colizzi[3] avec Terence Hill, Bud Spencer, Woody Strode, Lionel Stander, Victor Buono
- 1969 : Les Étrangers de Jean-Pierre Desagnat avec Michel Constantin, Senta Berger, Julián Mateos
- 1969 : La muchacha del Nilo de José María Elorrieta avec Rory Calhoun, Nuria Torray, James Philbrook, Pilar Arenas, Frank Braña
- 1969 : Cantando a la vida d'Angelino Fons avec Massiel, Rolf Zacher, José Calvo
- 1969 : Viaje a la Andalucia musulmana (documentaire) de Juan Garcia Atienza
- 1969 : Les Cent Fusils (100 Rifles) de Tom Gries avec Jim Brown, Raquel Welch, Burt Reynolds, Fernando Lamas, Aldo Sambrell
- 1969 : Une corde, un Colt... de Robert Hossein[2] avec Michèle Mercier, Robert Hossein, Guido Lollobrigida
- 1969 : L'Ouest en feu (en) (Land Raiders) de Nathan Juran avec Telly Savalas, George Maharis, Arlene Dahl
- 1969 : Autour de lui que des cadavres (Pago para su muerte) de Leon Klimovsky avec  Guglielmo Spoletini, Wayde Preston, Agnès Spaak, Sydney Chaplin
- 1969 : Amestoy con vosotros: Número 8 documentaire de Luis Leal Soto avec Alfredo Amestoy
- 1969 : The Royal Hunt of the Sun d'Irving Lerner avec Robert Shaw, Christopher Plummer, Nigel Davenport, Leonard Whiting
- 1969 : La Haine des desperados (The Desperados) d'Henry Levin avec Vince Edwards, Sylvia Syms, Benjamin Edney, Jack Palance, Christian Roberts, Christopher Malcolm, Neville Brand
- 1969 : España plato internacional (documentaire) de José Lopez Clemente
- 1969 : La Vallée de Gwangi (The Valley of Gwangi) de Jim O'Connolly[3] avec James Franciscus, Gila Golan, Richard Carlson, Laurence Naismith
- 1969 : Susana (es) de Mariano Ozores avec Concha Velasco, Juanjo Menéndez, Ángel Aranda
- 1969 : Sabata (Ehi amico... c'è Sabata, hai chiuso!) de Gianfranco Parolini (sous le pseudonyme de Frank Kramer) avec Lee Van Cleef, William Berger, Ignazio Spalla, Linda Veras
- 1969 : Trois pour un massacre (Tepepa) de Giulio Petroni avec Tomás Milián, Orson Welles, John Steiner
- 1969 : Un tueur nommé Luke (La notte dei serpenti) de Giulio Petroni avec Luke Askew, Luigi Pistilli, Magda Konopka, Chelo Alonso
- 1969 : Invernar en España (documentaire) de Luis Torreblanca avec Fernando P. Pieri
- 1969 : Cinq hommes armés (Un esercito di 5 uomini) de Don Taylor et Italo Zingarelli avec Peter Graves, James Daly, Bud Spencer, Nino Castelnuovo, Tetsurō Tanba
- 1969 : Mort ou vif... de préférence mort (Vivi o, preferiblimente, morti) de Duccio Tessari avec Giuliano Gemma, Nino Benvenuti, Sydne Rome, Dan van Husen
- 1969 : Texas (Il prezzo del potere) de Tonino Valerii[3] avec Giuliano Gemma, Van Johnson, Warren Vanders, María Cuadra, Fernando Rey
- 1969 : Les Colts des sept mercenaires (Guns of the Magnificent Seven) de Paul Wendkos avec George Kennedy, James Whitmore, Monte Markham, Reni Santoni, Bernie Casey, Joe Don Baker, Wende Wagner, Sancho Gracia, Fernando Rey

## Années 1970

### 1970
- 1970 : El Astronauta de Javier Aguirre avec Tony Leblanc, José Luis López Vázquez, Francisco Cano
- 1970 : Bonnes funérailles, amis, Sartana paiera (Buon funerale amigos!... paga Sartana) de Giuliano Carnimeo avec Gianni Garko, Daniela Giordano, Ivano Staccioli
- 1970 : Matalo! de Cesare Canevari avec Lou Castel, Corrado Pani, Antonio Salines, Claudia Gravy
- 1970 : Compañeros (Vamos a matar, compañeros) de Sergio Corbucci avec Franco Nero, Tomás Milián, Jack Palance, Fernando Rey, Iris Berben, Gino Pernice
- 1970 : Arriva Sabata... de Tulio Demicheli avec Anthony Steffen, Peter Lee Lawrence, Eduardo Fajardo
- 1970 : El Condor (El Cóndor) de John Guillermin[3] avec Jim Brown, Lee Van Cleef, Patrick O'Neal, Marianna Hill, Iron Eyes Cody, Elisha Cook Jr.
- 1970 : Les Dynamiteros (The Deserter) de Burt Kennedy et Niska Fulgozi avec Bekim Fehmiu, Richard Crenna, John Huston, Chuck Connors, Ricardo Montalban, Ian Bannen, Slim Pickens, Patrick Wayne
- 1970 : Deux Hommes en fuite (Figures in a Landscape) de Joseph Losey avec Robert Shaw, Malcolm McDowell
- 1970 : Quand Satana empoigne le colt (Manos torpes) de Rafael Romero Marchent avec Peter Lee Lawrence, Alberto de Mendoza, Pilar Velázquez, Antonio Pica, Aldo Sambrell
- 1970 : Et Sabata les tua tous (Un par de asesinos) de Rafael Romero Marchent avec Gianni Garko
- 1970 : Des dollars pour McGregor (Ancora dollari per i MacGregor) de José Luis Merino avec Peter Lee Lawrence, Carlos Quiney, Malisa Longo, Antonio Mayans, Dan van Husen
- 1970 : Un homme nommé Sledge (A Man Called Sledge) de Vic Morrow avec James Garner
- 1970 : Adios Sabata (Indio Black, sai che ti dico: Sei un gran figlio di...) de Gianfranco Parolini (sous le pseudonyme de Frank Kramer) avec Yul Brynner
- 1970 : Four Rode out de John Peyser avec Pernell Roberts, Sue Lyon, Julián Mateos, Leslie Nielsen
- 1970 : Patton (Patton: A Salute to a Rebel) de Franklin J. Schaffner[2] avec George C. Scott, Karl Malden, Stephen Young, Morgan Paull
- 1970 : Color de España (documentaire) de Luis Torreblanca avec Beulas, Benjamín Palencia, Fernando P. Pieri
- 1970 : Les Canons de Cordoba (Cannon for Cordoba) de Paul Wendkos avec George Peppard, Giovanna Ralli, Raf Vallone, Pete Duel, Francine York

### 1971
- 1971 : Blindman, le justicier aveugle (Blindman) de Ferdinando Baldi avec Tony Anthony, Ringo Starr
- 1971 : Les Pirates de l'île verte (Il pirata dell'isola verde) de Ferdinando Baldi avec Dean Reed
- 1971 : Almería (documentaire) d'Alberto Carles Bart
- 1971 : Boulevard du rhum de Robert Enrico avec Lino Ventura, Brigitte Bardot, Bill Travers, Guy Marchand
- 1971 : Whity de Rainer Werner Fassbinder avec Günther Kaufmann, Ron Randell, Hanna Schygulla
- 1971 : Luz y sol de Andalucía (documentaire) de Jesús Fernández Santos
- 1971 : Les Complices de la dernière chance (The Last Run) de Richard Fleischer avec George C. Scott, Tony Musante
- 1971 : Les Cavaliers (The Horsemen) de John Frankenheimer avec Omar Sharif, Jack Palance
- 1971 : Les Pétroleuses de Christian-Jaque[3] avec Brigitte Bardot, Claudia Cardinale, Michael J. Pollard, Micheline Presle
- 1971 : Un colt pour trois salopards (Hannie Caulder) de Burt Kennedy[2] avec Raquel Welch, Robert Culp, Ernest Borgnine
- 1971 : L'Homme qui venait de la haine (Quello sporco disertore) de Leon Klimovsky
- 1971 : Ça va chauffer, Sartana revient ! (Su le mani, cadavere! Sei in arresto) de Leon Klimovsky avec Peter Lee Lawrence
- 1971 : Il était une fois la révolution (Giù la testa) de Sergio Leone[1] avec James Coburn, Rod Steiger
- 1971 : Les Charognards (The Hunting Party) de Don Medford avec Oliver Reed, Gene Hackman, Candice Bergen
- 1971 : La Folie des grandeurs de Gérard Oury[2] avec Louis de Funès, Yves Montand, Alice Sapritch
- 1971 : Les Aventuriers de l'ouest sauvage (A Town Called Bastard) de Robert Parrish avec Robert Shaw, Stella Stevens, Martin Landau, Telly Savalas, Fernando Rey
- 1971 : Doc Holliday (Doc) de Frank Perry[3] avec Stacy Keach, Faye Dunaway, Harris Yulin
- 1971 : Los gallos de la madrugada (es) de José Luis Sáenz de Heredia avec Concha Velasco
- 1971 : Valdez (en)  (Valdez Is Coming) d'Edwin Sherin (en)[3] avec Burt Lancaster, Susan Clark, Frank Silvera, Jon Cypher, Richard Jordan
- 1971 : Captain Apache d'Alexander Singer avec Lee Van Cleef
- 1971 : Le Long Jour de la violence (Il lungo giorno della violenza) de Giuseppe Maria Scotese
- 1971 : Catlow de Sam Wanamaker[3] avec Yul Brynner, Richard Crenna, Leonard Nimoy, Daliah Lavi, Jo Ann Pflug
- 1971 : Soleil rouge de Terence Young[3] avec Charles Bronson, Ursula Andress, Toshirô Mifune, Alain Delon, Anthony Dawson

### 1972
- 1972 : Diabolica malicia (What the Peeper Saw) (Night Child) de James Kelley et Andrea Bianchi avec Mark Lester, Britt Ekland, Hardy Krüger, Lilli Palmer, Harry Andrews
- 1972 : Poker d'as pour un gringo (Hai sbagliato... dovevi uccidermi subito!) de Mario Bianchi avec Robert Woods
- 1972 : Il était une fois à El Paso (I senza Dio) de Roberto Bianchi Montero avec Antonio Sabàto
- 1972 : Je signe avec du plomb... Garringo (Una bala marcada) de Juan Bosch avec Peter Lee Lawrence
- 1972 : Te Deum (Tedeum) d'Enzo G. Castellari avec Jack Palance, Lionel Stander
- 1972 : Far West Story (La banda J. & S. - Cronaca criminale del Far West) de Sergio Corbucci avec Tomás Milián, Susan George, Telly Savalas
- 1972 : Mais qu'est-ce que je viens foutre au milieu de cette révolution ? (Che c'entriamo noi con la rivoluzione?) de Sergio Corbucci avec Vittorio Gassman, Paolo Villaggio
- 1972 : Travels with My Aunt (Voyages avec ma tante) de George Cukor avec Maggie Smith
- 1972 : Antoine et Cléopâtre (Antony and Cleopatra) de Charlton Heston avec Charlton Heston, Hildegard Neil, Eric Porter
- 1972 : Le Retour de l'abominable Docteur Phibes (Dr. Phibes Rises Again) de Robert Fuest avec Vincent Price
- 1972 : L'Île au trésor (Treasure Island) de John Hough avec Orson Welles
- 1972 : Une bonne planque (Bianco, rosso e...) d'Alberto Lattuada avec Sophia Loren, Adriano Celentano, Fernando Rey
- 1972 : Vente a ligar al Oeste de Pedro Lazaga avec Alfredo Landa
- 1972 : Amigo, mon colt a deux mots à te dire (Si può fare... amigo) de Maurizio Lucidi avec Bud Spencer, Jack Palance, Dany Saval, Francisco Rabal
- 1972 : Méfie-toi Ben, Charlie veut ta peau (Amico, stammi lontano almeno un palmo...) de Michele Lupo avec Giuliano Gemma, George Eastman, Marisa Mell
- 1972 : La Rebelion de los buscaneros (I corsari dell'isola degli squali) de José Luis Merino
- 1972 : The Strange Vengeance of Rosalie de Jack Starrett avec Bonnie Bedelia
- 1972 : La Horde des salopards (Una ragione per vivere e una per morire) (A Reason to Live, a Reason to Die) de Tonino Valerii avec James Coburn, Bud Spencer, Telly Savalas
- 1972 : Les Collines de la terreur (Chato's Land) de Michael Winner[3] avec Charles Bronson, Jack Palance, James Whitmore

### 1973
- 1973 : Dans la poussière du soleil (Il sole nella polvere) de Richard Balducci avec Maria Schell
- 1973 : Il mio nome è Shangai Joe de Mario Caiano avec Chen Lee, Klaus Kinski, Gordon Mitchell
- 1973 : Charley One-Eye (Charley le borgne) de Don Chaffey avec Richard Roundtree
- 1973 : Les Colts au soleil (The Man Called Noon) de Peter Collinson avec Richard Crenna, Stephen Boyd, Rosanna Schiaffino
- 1973 : Les Décimales du futur (The Final Programme) de Robert Fuest avec Jon Finch, Sterling Hayden
- 1973 : Kara Ben Nemsi Effendi série télé de Günter Gräwert avec Karl Michael Vogler, Heinz Schubert
- 1973 : La Valise de Georges Lautner avec Mireille Darc, Michel Constantin, Jean-Pierre Marielle
- 1973 : Autopsia de Juan Logar
- 1973 : Ci risiamo, vero Provvidenza? d'Alberto de Martino avec Tomás Milián
- 1973 : Me has hecho perder el juicio de Juan de Orduña avec Manolo Escobar
- 1973 : La Charge des diables (Campa carogna... la taglia cresce) de Giuseppe Rosati avec Gianni Garko, Stephen Boyd
- 1973 : Chino (Valdez, il mezzosangue) (Caballos salvajes) de John Sturges et Duilio Coletti[3]  avec Charles Bronson
- 1973 : Les Enfants de chœur (Gli eroi) de Duccio Tessari avec Rod Steiger, Rod Taylor, Claude Brasseur, Rosanna Schiaffino, Terry-Thomas
- 1973 : Mon nom est Personne (Il Mio nome e'nessuno) de Tonino Valerii[4] avec Henry Fonda, Terence Hill
- 1973 : Vérités et Mensonges (F for Fake) d'Orson Welles
- 1973 : Les Amazones (Le guerriere dal seno nudo) de Terence Young et Johnny Dwyre

### 1974
- 1974 : Dix petits nègres de Peter Collinson avec Oliver Reed, Elke Sommer, Richard Attenborough, Charles Aznavour, Stéphane Audran, Gert Fröbe, Herbert Lom
- 1974 : Du sang dans la poussière (The Spikes Gang) de Richard Fleischer[3] avec Lee Marvin
- 1974 : On l'appelait Milady (The Four Musketeers) de Richard Lester avec Michael York, Oliver Reed, Faye Dunaway, Raquel Welch, Charlton Heston, Christopher Lee
- 1974 : Whiskey e fantasmi (Fantasma en el Oeste) d'Antonio Margheriti
- 1974 : La Brute, le Colt et le Karaté (Blood money) (Là dove non batte il sole) d'Antonio Margheriti avec Lee Van Cleef, Lo Lieh
- 1974 : Processo a Jesus de José Luis Sáenz de Heredia

### 1975
- 1975 : Profession : reporter (Professione: reporter) (The Passenger) de Michelangelo Antonioni[2] avec Jack Nicholson
- 1975 : Get Mean de Ferdinando Baldi avec Tony Anthony
- 1975 : Viñedos España de Mario Bistagne
- 1975 : La acción torrencial de nuestros ríos court-métrage de José Joaquín Canals
- 1975 : Cipolla Colt (Cry, Onion!) d'Enzo G. Castellari avec Franco Nero, Sterling Hayden, Martin Balsam
- 1975 : Le Blanc, le Jaune et le Noir (Il bianco, il giallo, il nero) de Sergio Corbucci avec Giuliano Gemma, Tomás Milián, Eli Wallach
- 1975 : Un génie, deux associés, une cloche (Un genio, due compari, un pollo) de Damiano Damiani avec Terence Hill, Patrick McGoohan, Klaus Kinski, Miou-Miou, Robert Charlebois
- 1975 : Les Quatre de l'apocalypse (I quattro dell'apocalisse) de Lucio Fulci avec Fabio Testi, Tomás Milián, Michael J. Pollard
- 1975 : Le Lion et le Vent (The Wind and the Lion) de John Milius avec Sean Connery, Candice Bergen, Brian Keith
- 1975 : Zorro de Duccio Tessari avec Alain Delon, Stanley Baker

### 1976
- 1976 : La iniciacion en el amor de Javier Aguirre
- 1976 : Curro Jiménez série télé de Mario Camus, Joaquín Luis Romero Marchent, Francisco Rovira Beleta, Pilar Miró, Antonio Drove avec Sancho Gracia
- 1976 : Oasis mediterraneo (documentaire) de Juan Manuel de la Chica
- 1976 : The Story de David de David Lowell Rich et Alex Segal avec Timothy Bottoms
- 1976 : Potato Fritz de Peter Schamoni avec Hardy Krüger, Stephen Boyd, Arthur Brauss, Diana Körner, Paul Breitner

### 1977
- 1977 : Susana quiere perder... eso! de Carlos Aured
- 1977 : Adios California (California) de Michele Lupo avec Giuliano Gemma, Raimund Harmstorf, William Berger, Miguel Bosé
- 1977 : March or die (Il était une fois la légion) de Dick Richards avec Gene Hackman, Terence Hill, Catherine Deneuve, Max von Sydow
- 1977 : Valentino de Ken Russell[3] avec Rudolf Noureev
- 1977 : Les Quatre Plumes blanches (en) (The Four Feathers) de Don Sharp avec Beau Bridges, Jane Seymour
- 1977 : Sinbad et l'œil du tigre (Sinbad and the Eye of the Tiger) de Sam Wanamaker

### 1978
- 1978 : Le Voleur de Bagdad (The Thief of Baghdad) de Clive Donner avec Kabir Bedi, Terence Stamp, Marina Vlady, Peter Ustinov
- 1978 : Sella d'argento de Lucio Fulci avec Giuliano Gemma
- 1978 : China 9, Liberty 37 (Amore, piombo e furore) de Monte Hellman et Tony Brandt avec Fabio Testi, Warren Oates, Jenny Agutter
- 1978 : The Nativity téléfilm de Bernard L. Kowalski avec Madeleine Stowe
- 1978 : La Grande Bataille (Il grande attacco) d'Umberto Lenzi[3] avec Henry Fonda, Giuliano Gemma, Helmut Berger, John Huston, Samantha Eggar, Stacy Keach

### 1979
- 1979 : Nom de code : Jaguar (Jaguar lives!) d'Ernest Pintoff avec Joe Lewis, Christopher Lee, Donald Pleasence, Barbara Bach, Capucine, Woody Strode, John Huston
- 1979 : Las flores del vicio de Silvio Narizzano avec Dennis Hopper, Carroll Baker, Richard Todd

## Années 1980

### 1980
- 1980 : Les Chevaux du soleil série télé de François Villiers avec Maurice Barrier, Denis Manuel, Sylvain Rougerie

### 1981
- 1981 : Comin' at Ya! de Ferdinando Baldi avec Tony Anthony, Victoria Abril
- 1981 : On m'appelle Malabar (Occhio alla penna) de Michele Lupo [3] avec Bud Spencer, Amidou
- 1981 : L'ultimo harem de Sergio Garrone avec Corinne Cléry, George Lazenby
- 1981 : Vivre vite ! (Deprisa, deprisa) de Carlos Saura

### 1982
- 1982 : Conan le barbare (Conan the Barbarian) de John Milius[3] avec Arnold Schwarzenegger
- 1982 : Cristóbal Colón, de oficio... descubridor de Mariano Ozores avec Andrés Pajares
- 1982 : Las orgías inconfesables de Emmanuelle de Jesús Franco

### 1983
- 1983 : Les Exterminateurs de l'an 3000 (Il giustiziere della strada) de Giuliano Carnimeo
- 1983 : Hundra de Matt Cimber avec Laurene Landon
- 1983 : Jamais plus jamais (Never say never again) d'Irvin Kershner avec Sean Connery, Klaus Maria Brandauer, Kim Basinger

### 1984
- 1984 : Touareg, le Guerrier du désert (Tuareg - Il guerriero del deserto) d'Enzo G. Castellari avec Mark Harmon
- 1984 : À la poursuite du soleil d'or (Yellow Hair and the Fortress of Gold) de Matt Cimber[3] avec Laurene Landon
- 1984 : El Caso Almería de Pedro Costa Musté avec Agustin Gonzalez, Fernando Guillén
- 1984 : Al este del oeste de Mariano Ozores avec Fernando Esteso
- 1984 : Campos de Níjar de Nonio Parejo
- 1984 : Rage (Rage - Fuoco incrociato) de Tonino Ricci et Alfonso Balcazar
- 1984 : L'Histoire sans fin (The NeverEnding Story, Die unendliche Geschichte) de Wolfgang Petersen

### 1985
- 1985 : Tex e il signore degli abissi de Duccio Tessari avec Giuliano Gemma, William Berger
- 1985 : Rex le Magnifique de Hugh Wilson[3] avec Tom Berenger

### 1986
- 1986 : Les Guerriers du soleil (Solarbabies) d'Alan Johnson avec Jami Gertz, Jason Patric, Charles Durning, Richard Jordan
- 1986 : Sky bandits (Gunbus) de Zoran Perisic

### 1987
- 1987 : Bianco Apache de Claudio Fragasso et Bruno Mattei[3]
- 1987 : Scalps de Claudio Fragasso et Bruno Mattei
- 1987 : La Monja Alférez de Javier Aguirre avec Esperanza Roy
- 1987 : Straight to Hell d'Alex Cox avec Joe Strummer, Courtney Love, Dennis Hopper, Grace Jones, Jim Jarmusch
- 1987 : El Techo court-métrage d'Isabel Hernandez-Sular

### 1988
- 1988 : Miss Caribe de Fernando Colomo avec Ana Belén
- 1988 : Les Aventures du baron de Münchhausen (The Adventures of Baron Munchausen) (Die Abenteuer des Baron Münchhausen) de Terry Gilliam

### 1989
- 1989 : Las cosas del querer de Jaime Chávarri avec Ángela Molina
- 1989 : Le Raccourci (Tempo di uccidere) (Time to Kill) de Giuliano Montaldo avec Nicolas Cage, Ricky Tognazzi, Patrice-Flora Praxo, Giancarlo Giannini
- 1989 : Al-Andalus, el camino del sol de Jaime Oriol et Antonio Tarruella
- 1989 : Marrakech Express de Gabriele Salvatores avec Diego Abatantuono, Fabrizio Bentivoglio, Cristina Marsillach
- 1989 : Indiana Jones et la Dernière Croisade (Indiana Jones and the Last Crusade) de Steven Spielberg[3] avec Harrison Ford, Sean Connery
- 1989 : El Mejor de los tiempos de Felipe Vega avec Icíar Bollaín

## Années 1990

### 1990
- 1990 : Lettres d'Alou (Las cartas de Alou) de Montxo Armendáriz
- 1990 : Contra el viento de Francisco Perinan avec Antonio Banderas, Emma Suárez
- 1990 : Navy Seals : Les Meilleurs (Navy Seals) de Lewis Teague avec Charlie Sheen, Michael Biehn

### 1991
- 1991 :  El Cielo sube de Marc Recha
- 1991 : L'Homme qui a perdu son ombre d'Alain Tanner avec Francisco Rabal, Dominic Gould, Ángela Molina, Valeria Bruni Tedeschi
- 1991 : Les Aventures du jeune Indiana Jones (Young Indiana Jones and the Curse of the Jackal) de Jim O'Brien (en), Carl Schultz avec Sean Patrick Flanery

### 1992
- 1992 : El Pajaro de la felicidad de Pilar Miro
- 1992 : Cafés (documentaire) de Philippe Grandrieux
- 1992 : Young Indiana Jones (série télé 1992-1993) de George Lucas avec Sean Patrick Flanery, Corey Carrier, George Hall, Ronny Coutteure)

### 1993
- 1993 : Young Indiana Jones (série télé 1992-1993) de George Lucas avec Sean Patrick Flanery, Corey Carrier, George Hall, Ronny Coutteure)

### 1994
- 1994 : Doomsday Gun (en) de Robert Young avec Frank Langella, Kevin Spacey, Alan Arkin, James Fox
- 1994 : Moriras en Chafarinas de Pedro Olea
- 1994 : Trinità e Bambino... e adesso tocca a noi d'Enzo Barboni[3]

### 1995
- 1995 : Peor imposible de Marcello Cesena
- 1995 : Le Cri de la lavande dans le champ de sauterelles (Peggio di così si muore) de Marcello Cesena

### 1996
- 1996 : Bwana d'Imanol Uribe
- 1996 : Aquí llega Condemor, el pecador de la pradera d'Álvaro Sáenz de Heredia
- 1996 : Éxtasis de Mariano Barroso avec Javier Bardem
- 1996 : Bernie d'Albert Dupontel avec Albert Dupontel, Roland Blanche, Roland Bertin
- 1996 : La Lengua asesina (La langue tueuse) d'Alberto Sciamma

### 1997
- 1997 : Martín (Hache) d'Adolfo Aristarain

### 1998
- 1998 : La Vuelta de El Coyote (The Return of El Coyote) de Mario Camus[3] avec José Coronado
- 1998 : Don Juan de Jacques Weber avec Jacques Weber, Michel Boujenah, Emmanuelle Béart, Penélope Cruz
- 1998 : El Arbol del penitente de José Maria Borrell
- 1998 : Spanish Fly de Daphna Kastner
- 1998 : Three businessmen d'Alex Cox
- 1998 : Un dollar pour un mort (Dollar for the Dead) téléfilm de Gene Quintano[3] avec Emilio Estevez
- 1998 : Denk ich an Deutschland - Augenblick (documentaire) de Doris Dörrie et Werner Penzel
- 1998 : Miss España 1998
- 1998 : Winnetous Rückkehr (1998 mini-série de Marijan David Vajda avec Pierre Brice)

### 1999
- 1999 : La Chevauchée des héros (Outlaw justice) (The long kill) de Bill Corcoran avec Kris Kristofferson, Willie Nelson
- 1999 : The Adventures of Young Indiana Jones (Spring Break Adventure) de Joe Johnston et Carl Schultz

## Années 2000

### 2000
- 2000 : Año mariano de Karra Elejalde et Fernando Guillén Cuervo
- 2000 : Punto de Mira de Karl Francis
- 2000 : Tessa à la pointe de l'épée (Queen of Swords), (Reina de espadas) série télé de David Abramowitz avec Tessie Santiago
- 2000 : Los Almendros-plaza nueva court-métrage d'Alvaro Alonso Gomez
- 2000 : Sexy Beast de Jonathan Glazer avec Ray Winstone, Ben Kingsley
- 2000 : Cerca del Danubio (documentaire) de Felipe Vega

### 2001
- 2001 : Honolulu Baby de Maurizio Nichetti avec Maurizio Nichetti, Maria de Medeiros, Jean Rochefort
- 2001 : Qui peut sauver le Far West ? (Der Schuh des Manitu) de Michael Bully Herbig avec Michael Herbig, Sky du Mont
- 2001 : The way we live now de David Yates
- 2001 : Thomas Mann et les siens série télévisée d'Heinrich Breloer avec Armin Mueller-Stahl
- 2001 : In love avec the desert (documentaire) d'Alain Littaye
- 2001 : Sergio Leone Cinema, Cinema de Carles Prat et Manel Mayol

### 2002
- 2002 : 800 balles (800 balas) d'Álex de la Iglesia[4],[5]
- 2002 : Baaser
- 2002 : Bestiario de Vicente Pérez Herrero
- 2002 : Demasiado amor d'Ernesto Rimoch
- 2002 : Un dia sin fin de Giulio Manfredonia
- 2002 : Parle avec elle (Hable con ella) de Pedro Almodóvar
- 2002 : La Balsa de Piedra de George Sluizer
- 2002 : Morvern Callar de Lynne Ramsay avec Samantha Morton
- 2002 : Mucha sangre de Pepe de las Heras avec Paul Naschy
- 2002 : Poniente de Chus Gutiérrez
- 2002 : Come together de Graham Theakston
- 2002 : Sarah (court métrage 13 minutes) de Maider Oleaga

### 2003
- 2003 : Disparitions (Imagining Argentina) de Christopher Hampton avec Antonio Banderas, Emma Thompson
- 2003 : Grimm d'Alex van Warmerdam
- 2003 : Las mansiones de Jericho (Jericho mansions) d'Alberto Sciamma avec James Caan, Geneviève Bujold, Jennifer Tilly
- 2003 : Visual Bible: The Gospel of John de Philip Saville[3]
- 2003 : The Tulse Luper suitcases, part 1: The Moab story de Peter Greenaway
- 2003 : Abgefahren – Mit Vollgas in die Liebe de Jakob Schäuffelen avec Felicitas Woll
- 2003 : Desayunar, comer, cenar, dormir court-métrage de Lino Escalera
- 2003 : La Leyenda del Sheriff McCorgan court-métrage de Freddie Cheronne
- 2003 : The Reckoning de Paul McGuigan, avec Willem Dafoe, Paul Bettany, Marian Aguilera

### 2004
- 2004 : Blueberry, l'expérience secrète de Jan Kounen[6],[2] avec Vincent Cassel, Michael Madsen, Juliette Lewis, Ernest Borgnine
- 2004 : Exils de Tony Gatlif
- 2004 : Brothers de Susanne Bier avec Nikolaj Lie Kaas, Connie Nielsen, Ulrich Thomsen
- 2004 : Hipnos de David Carreras
- 2004 : Las Huellas que devuelve el mars de Gabi Beneroso
- 2004 : Les Dalton de Philippe Haïm[7],[2] avec Éric Judor, Ramzy Bedia, Marthe Villalonga, Darry Cowl, Til Schweiger
- 2004 : Space Movie (Traumschiff Surprise – Periode 1) de Michael Herbig avec Michael Herbig, Til Schweiger
- 2004 : La Llamada court-métrage de David del Aguila
- 2004 : La Luz de la primera estrella court-métrage d'Inaki Martikorena

### 2005
- 2005 : Un coup de tonnerre (A Sound of Thunder) (El sonido del trueno) de Peter Hyams
- 2005 : Dark Horse (Voksne mennesker) de Dagur Kari[3]
- 2005 : Malas temporadas de Manuel Martin Cuenca
- 2005 : SommerHundeSöhne de Cyril Tuschi
- 2005 : Black Swans (Zwarte Zwanen) de Colette Bothof
- 2005 : Cowboy de Mediodia court-métrage d'Alberto Blanco
- 2005 : El Derechazo court-métrage de Julien Lacombe et Pascal Sid
- 2005 : Energy hunter court-métrage d'Albert Arriza avec Hub Martin, Ismael Fritschi
- 2005 : Manolito Espinberg, une vie de cinéma court-métrage de Miguel C. Rodriguez et Luis Francisco Pérez

### 2006
- 2006 : Brassbones de Fredrik Högberg
- 2006 : Comme des voleurs de Lionel Baier
- 2006 : Desconocidos court-métrage de David del Aguila
- 2006 : Peacemaker court-métrage d'Àlex Pastor
- 2006 : Tirant le Blanc (Tirante el Blanco) de Vicente Aranda[3]
- 2006 : Victoria Cross Heroes de Mary McMurray
- 2006 : The wild west Billy the Kid
- 2006 : Publicité Football Romain pour Pepsi avec David Beckham[8]

### 2007
- 2007 : Andalucia d'Alain Gomis
- 2007 : Colorado avenue de Claes Olsson
- 2007 : Dennis P. de Pieter Kuijpers
- 2007 : Desert chronicles (documentaire) de Pablo Castilla, Frederik Depickere
- 2007 : El Ejido, la loi du profit (documentaire) de Jawad Rhalib
- 2007 : El Lugar del poeta (documentaire) de David del Aguila
- 2007 : Operacion flecha rota (documentaire) de José Herrera Plaza
- 2007 : Espagueti western (court-métrage) de Sami Natsheh
- 2007 : Limoncello de Luis Berdejo et Borje Cobeaga
- 2007 : Mas alla de tus ojos court-métrage de José Manuel Lopez et Miguel Aizpurua avec Alicia Galera
- 2007 : Sonando fuera de la ley court-métrage de Rafael Lopez Ruiz
- 2007 : The Tonto Woman de Daniel Barber

### 2008
- 2008 : Astérix aux Jeux olympiques de Frédéric Forestier et Thomas Langmann avec Gérard Depardieu, Clovis Cornillac, Alain Delon
- 2008 : Camino de Javier Fesser
- 2008 : La Possibilité d'une île de Michel Houellebecq avec Benoît Magimel
- 2008 : My holiday hostage hell
- 2008 : Road Spain de Jordi Vidal
- 2008 : Zomherite de Monique van de Ven
- 2008 : Dead Bones court-métrage d'Olivier Beguin
- 2008 : Ruedas court-métrage d'Alberto Gomez Uriol

### 2009
- 2009 : Afal una mirada libre (documentaire) d'Alberto Gómez Uriol
- 2009 : Bajo en carbono (documentaire) d'Alberto Jarabo et Pedro Barbadillo
- 2009 : Cineman de Yann Moix avec Franck Dubosc
- 2009 : Home (Documentaire) de Yann Arthus-Bertrand
- 2009 : The Limits of Control de Jim Jarmusch avec Isaac de Bankolé
- 2009 : Limo de Guy Goossens
- 2009 : Millénium de Niels Arden Oplev avec Noomi Rapace, Michael Nyqvist
- 2009 : Stella's Oorlog de Diederik van Rooijen
- 2009 : The Dubai in me (documentaire) de Christian Von Borries
- 2009 : Todos por la mar (documentaire) de Fernando López-Mirones
- 2009 : Frames (court métrage) de Beatriz Carretero et Alicia Medina
- 2009 : España, plató de cine (documentaire) d'Enrique Garrido
- 2009 : Let's make money d'Erwin Wagenhofer
- 2009 : För alla åldrar de Petter Lennstrand

## Années 2010

### 2010
- 2010 : Disney a través del espejo (documentaire) d'Eduardo Soler
- 2010 : Four Lions de Chris Morris
- 2010 : Mega Mindy et le Cristal noir (Mega Mindy en het Zwarte Kristal) de Matthias Temmermans avec Free Souffriau
- 2010 : Naufragio de Pedro Aguilera
- 2010 : Snowman's land de Tomasz Thomson
- 2010 : Straight to hell returns d'Alex Cox

### 2011
- 2011 : 67-78 Prescrit (documentaire)
- 2011 : Black Brown White d'Erwin Wagenhofer
- 2011 : El Campamento
- 2011 : Shuna: The legend d'Emiliano Ferrera

### 2012
- 2012 : Doctor Who avec Matt Smith, Karen Gillan, Adrian Scarborough
- 2012 : Hamilton 3
- 2012 : Mañana podria estar muerto (Tomorrow I could be dead) documentaire de
- 2012 : Rescatando a Sara de Manuel Ríos San Martín
- 2012 : Publicité Ultrabook pour Intel de Daniel Kleinman (en)[9]
- 2012 : Y la muerte lo seguía de Ángel Gómez Hermandez avec Angel Gomez Rivero, Manuel Tallafé, Pedro Casablanc, José Maria Galeano, Peter Van Raden, Macarena Gómez

### 2013
- 2013 :

### 2014
- 2014 : Penny Dreadful (série télé) avec Reeve Carney, Timothy Dalton, Eva Green

### 2015
- 2015 : Les Huit Salopards de Quentin Tarantino avec Samuel L. Jackson , Kurt Russell, Jennifer Jason Leigh, Channing Tatum, Tim Roth, Michael Madsen

### 2016
2015 : Six Bullets to Hell
- 2016 : Radin ! de Fred Cavayé avec Dany Boon, Laurence Arné et Noémie Schmidt
- 2016 : Jesús de Nazareth de Rafael Lara avec Julián Gil, Mayrín Villanueva, Gaby Espino, Lincoln Palomeque et Marlene Favela[10]
- 2016 : Brimstone de Martin Koolhoven avec Dakota Fanning, Guy Pearce et Emilia Jones
- 2016 : Saison 6 de Game of thrones[11]

### 2017
- 2017 : Saison 4 de Black Mirror, épisode Black Museum
- 2017 : Santiago Apóstol d'Alan Coton avec Julián Gil et Yvonne Reyes

### 2018
- 2018 : Il mio nome è Thomas de Terence Hill avec Terence Hill, Veronica Bitto (it), Guia Jelo (it)[12]
- 2018 : Saison 19 de Joséphine, ange gardien, épisode L'incroyable destin de Rose Clifton de Stephan Kopecky avec Mimie Mathy
- 2018 : Les Frères Sisters de Jacques Audiard avec John C. Reilly, Joaquin Phoenix et Jake Gyllenhaal

### 2019
- 2019 : Terminator: Dark Fate[13] de Tim Miller avec Linda Hamilton, Arnold Schwarzenegger et Mackenzie Davis
- 2019 : Saison 2 de La casa de papel

## Années 2020

### 2020
- 2020 : White Lines (série télé) de Álex Pina avec Laura Haddock, Nuno Lopes, Marta Milans

### 2021
- 2021 :

### 2022
- 2022 : That Dirty Black Bag (série télé) avec Douglas Booth, Dominic Cooper, Niv Sultan

### 2023
- 2023 :

### 2024
- 2024 :

### 2025
- 2025 :